# Правителство на Димитър Главчев 2
Второто правителство на Димитър Главчев е сто и четвърто правителство на България (двадесет и четвърто на Република България), назначено от президента Румен Радев. Приемник е на първото служебно правителство на Димитър Главчев. На 16 януари 2025 г. предава властта на редовното правителство на Росен Желязков.

## Кабинет
Сформира се от следните 19 министри и един председател:
| министерство                            | име | име                         | партия     |
| --------------------------------------- | --- | --------------------------- | ---------- |
| министър-председател                    |     | Димитър Главчев             | безпартиен |
| заместник министър-председател, финанси |     | Людмила Петкова             | безпартиен |
| вътрешни работи                         |     | Атанас Илков                | безпартиен |
| отбрана                                 |     | Атанас Запрянов             | безпартиен |
| външни работи                           |     | Иван Кондов                 | безпартиен |
| икономика и индустрия                   |     | Петко Николов               | безпартиен |
| регионално развитие и благоустройство   |     | Виолета Коритарова-Касабова | безпартиен |
| правосъдие                              |     | Мария Павлова               | безпартиен |
| транспорт и съобщения                   |     | Красимира Стоянова          | безпартиен |
| труда и социална политика               |     | Ивайло Иванов               | безпартиен |
| здравеопазване                          |     | Галя Кондева-Мънкова        | безпартиен |
| образование и наука                     |     | Галин Цоков                 | безпартиен |
| култура                                 |     | Найден Тодоров              | безпартиен |
| земеделие, храни и гори                 |     | Георги Тахов                | безпартиен |
| иновации и растеж                       |     | Росен Карадимов             | БСП        |
| електронно управление                   |     | Валентин Мундров            | безпартиен |
| енергетика                              |     | Владимир Малинов            | безпартиен |
| туризъм                                 |     | Евтим Милошев               | безпартиен |
| околна среда и води                     |     | Петър Димитров              | безпартиен |
| младеж и спорт                          |     | Георги Глушков              | безпартиен |